# PP–19–01
A PP–19–01 Vityaz–SZN orosz gyártmányú 9 mm-es géppisztoly, melyet 2004-ben fejlesztett ki az Izsmas cég (ma Kalasnyikov). Tervezete az AK–74 gépkarabélyon alapul, amelytől sok alkatrészt kölcsönöztek, habár alapvetően a PP–19 Biszon géppisztolyból fejlesztették ki. A Vityaz rendszeresített géppisztoly az orosz fegyveres erőknél és rendőrségnél is. A „Vityaz” (витязь) szó magyarul lovagot jelent.

## Alkalmazók
- Namíbia - Namíbiai Tengerészgyalogság
- Oroszország - egyes Szpecnaz egységek

## Fordítás
Ez a szócikk részben vagy egészben  a   Vityaz-SN című angol Wikipédia-szócikk ezen változatának fordításán alapul.  Az eredeti cikk szerkesztőit annak laptörténete sorolja fel. Ez a jelzés csupán a megfogalmazás eredetét és a szerzői jogokat jelzi, nem szolgál a cikkben szereplő információk forrásmegjelöléseként.